# Piotr Brodzki
Piotr Brodzki – polski lekarz weterynarii, profesor doktor habilitowany nauk weterynaryjnych, profesor na Uniwersytecie Przyrodniczym w Lublinie, specjalista od położnictwa i rozrodu zwierząt.

## Kariera naukowa
W 1998 roku na Akademii Rolniczej w Lublinie uzyskał tytuł lekarza weterynarii. W tym samym roku został zatrudniony na tejże uczelni, a w 2004 roku uzyskał na jej Wydziale Medycyny Weterynaryjnej stopień doktora nauk weterynaryjnych na podstawie rozprawy pt. Wpływ wybranych leków stosowanych w terapii nowotworów na behawior seksualny, wartość biologiczną nasienia oraz niektóre parametry odporności u psów, której promotorem był Zygmunt Wrona. W 2016 roku ten sam wydział nadał mu stopień doktora habilitowanego nauk weterynaryjnych na podstawie pracy pt. Badania nad zastosowaniem wybranych parametrów oceny układu immunologicznego w diagnostyce podklinicznych stanów zapalnych macicy, w aspekcie wykorzystania ich w profilaktyce i terapii endometritis u krów mlecznych. Postanowieniem z dnia 24 marca 2025r. Prezydent Rzeczpospolitej Polskiej Andrzej Duda nadał tytuł profesora nauk weterynaryjnych w dyscyplinie weterynaria.